# Nacionalna zaklada za umjetnost
Nacionalna zaklada za umjetnost (eng. National Endowment for the Arts) je američka zaklada koja nudi novčanu i medijsku podršku umjetničkim programima koji promiču umjetnost i umjetničko stvaralaštvo u američkom društvu. Utemeljio ju je Kongres Sjedinjenih Američkih Država 1965. kao zakladu federalne vlade, a potvrdio predsjednik Lyndon B. Johnson 1967. godine prilikom potpisivanja Zakona o nacionalnoj zakladi za humanističke znanosti i umjetnost.
Sjedište zaklade nalazi se u Washingtonu, s brojnim uredima i podružnicama diljem SAD-a. Za svoj rad Zaklada je primila dvije nagrade Tony: 1995. za izvrsnost u kazalištu te 2016. posebnu nagradu. Također, Zaklada je 1984. primila Oscara za životno djelo.
Uz rad i ustrojstvo Zaklade vežu se brojne nepravilnosti, od kojih se ističe njihova neovisnost o Vladi, ali ovisnost od državnom novcu. Godišnje zaklada iz državnog proračuna dobije preko 145 milijuna američkih dolara, iako se vrlo mali broj poticaja veže uz poticanje kulture u obrazovanju i društvu. Zbog brojnih slučaja pranja novca i sukoba interesa prilikom dodjeljivanja novčanih sredstava, predsjednik Donald Trump je 2017. Zakladu isključio iz proračunskog financiranja.
Zaklada je osnovala Američki filmski institut.

## Vanjske poveznice
- Službene stranice (engl.)